# Weichen + Zunder
Weichen + Zunder ist das Debütalbum der deutschen Band Völkerball. Es erschien am 6. April 2012 auf dem Label MP Records im Vertrieb von Soulfood. 

## Hintergrund
Nach mehreren Jahren als reine Coverband von Rammstein beschloss die Band ein eigenes Album zu veröffentlichen. Zunächst unter dem Namen Völkerball veröffentlicht, begann die Band ihre eigenen Songs unter dem Banner Heldmaschine beim gleichen Management zu veröffentlichen. Dementsprechend erschien das zweite Album Propaganda unter diesem Banner und auch Weichen + Zunder wurde erneut veröffentlicht.
Produziert wurde das Album von Tom Dams.
Als Single wurde vorab der Titel Gammelfleisch ausgekoppelt. Als zweite Single aus dem Album erschien im Juli 2012 Radioaktiv.

## Titelliste
1. Alles was du brauchst (4:18)
2. Völkerball (3:45)
3. Gnadenlos (6:04)
4. Doktor (3:58)
5. Radioaktiv (4:27)
6. Weichen + Zunder (5:00)
7. Foltergeist (3:45)
8. Gammelfleisch (4:08)
9. Heldmaschine (5:44)
10. Königin (3:20)
11. Erfroren und verbrannt (6:37)
12. La Paloma (4:52)

Bonusvideo
- Videoclip 'Radioaktiv'

## Rezensionen
Das Album wurde von der Fachpresse sehr wohlwollend aufgenommen, wobei die Vergleiche mit Rammstein sowohl erwartbar als auch gerechtfertigt sind.

„Aber Völkerball wollen mehr sein als eine gut gemachte Kopie. Deshalb gab es dieses Mal nicht einen einzigen Rammstein-Song, sondern nur eigene Kompositionen – die aber gut und gerne aus der Feder von Rammstein-Sänger Till Lindemann stammen könnten.
Denn Völkerball entfernen sich mit ihrem ersten Album „Weichen und Zunder“ nur wenige musikalische Schritte vom Vorbild. Die Themen sind immer noch dieselben. Auch die Musiker von Völkerball spielen munter mit dem Repertoire von Schmerz, Gewalt, Lust und Ekel. Und lassen Raum für Interpretationen. Aber sie sind harmloser. Ein richtiger Schocker – wie Rammsteins „Pussy“ – ist nicht dabei.“

„Textlich setzen Völkerball auf Tiefgang und viel Raum für Interpretationen und treten damit in die Fußstapfen der Berliner (Rammstein). Im direkten Vergleich sind Völkerball jedoch musikalisch ein bisschen weniger hart, die meisten Stücke wie beispielsweise „Gnadenlos“ oder „Doktor“ sind Midtemponummern, die mehr mit Text als mit Brachialität punkten.“

„'Weichen und Zunder' hat zwar nicht die Hitdichte von 'normalen' Rammstein-Alben, aber bei dem Veröffentlichungsrhythmus der Originale ist die CD allemal eine gute Wahl für alle Fans. […] klare Empfehlung an Rammstein-Fans, dieser CD auf jeden Fall mal einen Probelauf zu gönnen. Schön wären sicherlich noch zwei bis drei Knaller mehr im Stile von den genannten „Radioaktiv“ und „Gammelfleisch“ gewesen, aber für ein Debüt schon mal eine mehr als ansprechende Leistung.“